# Separatkrig
Separatkrig är en term som används för att beteckna Finlands krigföring under fortsättningskriget. Den brukades och brukas även som ett medel för avståndstagande från de mörkaste sidorna av den tyska regimen. 
Avsaknaden av en skriftlig förbundsakt mellan Finland och Tyskland har av åtskilliga bedömare erkänts innebära att Finland inte var en egentlig tysk allierad, utan endast en löst förbunden koalitionspartner, en "vapenbroder" som det hette både på finska, svenska och tyska. Bevisen för detta har påpekats vara många, bland annat att Finland informerades om Operation Barbarossa först i ett mycket sent skede, i slutet av maj 1941, och inte deltog i någon gemensam planering på förhand. Några veckor senare uppdrogs på militärt håll vissa riktlinjer för det kommande koalitionssamarbetet, men den på tyskt håll eftersträvade politiska pakten ingicks aldrig (tyskarna betraktade dock det så kallade  Ryti–Ribbentropavtalet sommaren 1944 som en sådan). 
Att bestrida existensen av det militära bundsförvantskapet är trots allt inte möjligt, eftersom båda parterna (Finland och Tyskland) kämpade mot en gemensam fiende (Sovjetunionen). Bland annat det faktum att Gustaf Mannerheim vägrade att gå till angrepp mot Leningrad har sagts visa att Finland i alla fall förde sitt eget krig. Det tysk-finska samarbetet saknade vidare en gemensam ideologisk nämnare, eftersom Tysklands fälttåg var ett förstörelse- och plundringskrig med främst ideologiska och rasliga motiveringar. Ett mera udda bevis för separatkrigstesen är att finländska judiska soldater kämpade vid fronten, på sina ställen sida vid sida med tyska trupper, vilket var ett i hela världen unikt förhållande. Att det politiska avtalet aldrig kom till stånd berodde i grunden på att Finland till skillnad från alla andra medkrigförande var en demokrati, vars ledning ställde sig avvisande till den nazistiska diktaturen. Man förberedde sig trots allt för eventualiteten att Tyskland skulle gå segrande ur kriget, bland annat genom att hävda att Finland var en genom den historiska utvecklingen framvuxen och i inhemsk jord rotad "bondedemokrati", en särskild form av demokrati som bland annat saknade ett skikt av plutokrater. Avsikten var att få acceptans för det rådande statsskicket i Finland, även efter en tysk seger i kriget. Tyskland irriterades av talet om ett finländskt separatkrig, som efter slaget vid Stalingrad blev allt mer prononcerat, och hade goda påtryckningsmöjligheter gentemot sin mindre vapenbroder. 
Separatkrigstesen blev i själva verket från början av 1943 den finländska utrikespolitikens främsta redskap, i väntan på det ögonblick när Tyskland inte längre var tillräckligt starkt för att tillgripa repressalier och Sovjetunionen inte ännu hade lyckats bryta igenom fronten. Tyskland förmådde inte förhindra att Finland i september 1944 i praktiken ingick en separatfred, något som också har sagts visa att de allierade slutligen hade accepterat tesen om ett finländskt separatkrig. Det sistnämnda är dock en sanning med modifikation, eftersom Sovjetunionen och senare Ryssland alltid har hävdat att Finland var det nazistiska Tysklands bundsförvant och därmed ansvarigt för fortsättningskriget. Det berättigade i termens innebörd har följaktligen varit omdebatterat, dock inte lika mycket som den så kallade drivvedsteorin, som också är förknippad med fortsättningskriget. 
Separatkrigstesen diskuterades 2005, sedan republikens president hade gjort bruk av den i ett tal i franska utrikespolitiska institutet, vilket fick Rysslands utrikesministerium att offentligt framlägga en protest.